# رومانو فلوریانی موسولینی
رومانو فلوریانی موسولینی (انگلیسی: Romano Floriani Mussolini؛ زادهٔ ۲۷ ژانویهٔ ۲۰۰۳) بازیکن فوتبال اهل ایتالیا است که برای باشگاه لاتزیو بازی می‌کند.